# Selecció de futbol del Sarre
La selecció de futbol del Sarre va representar el Protectorat del Sarre entre els anys 1947 i 1956.
Després de la Segona Guerra Mundial, aquest territori (actualment un dels setze lands d'Alemanya) va començar a ser controlat per França però la població local no volia unir-se al país gal. A partir del 1947 va començar a tenir una autonomia que li va permetre fundar un Comitè Olímpic Nacional que va permetre el Sarre participar als Jocs Olímpics de 1952. També van poder formar els seus propis combinats esportius, entre ells, la selecció de futbol.
Així, el 21 de novembre de 1950 va jugar el seu primer partit davant l'equip B de Suïssa, derrotant per 5:3 el combinat helvètic al Ludwigparkstadion de Saarbrücken. Seguidament, la selecció va ser integrada com a membre de la UEFA i de la FIFA, cosa que li va permetre participar en les eliminatòries de classificació per a la Copa del Món de Futbol de 1954. En tractar-se de partits oficials, ja no jugaria contra seleccionats "B" i, en el seu primer partit oficial el 24 de juny del 1953, van aconseguir la victòria com a visitants a Oslo contra Noruega,per dos a tres.
Casualment i sota una gran expectació, la selecció del Sarre va haver de jugar contra l'equip d'Alemanya Occidental a Stuttgart, caient derrotat per tres gols a zero. A Saarbrücken, van empatar a zero davant els escandinaus i van perdre un a tres davant els alemanys, quedant eliminats en ocupar el segon lloc del grup amb quatre punts a la seva primera participació oficial.
Aquests són els sis únics partits oficials que va jugar la selecció del Sarre abans que el 1956, un referèndum al protectorat va determinar la incorporació a Alemanya Occidental, per la qual cosa l'equip va acabar integrat també a la selecció d'Alemanya Occidental.

## Llista completa de partits[calcitació]
La selecció del Sarre va jugar un total de 19 partits. 6 victòries, 3 empats i 10 desfetes.
| 22 Novembre 1950 | Sarre              | 5 - 3 | Suïssa B           | Saarbrücken | Amistós               |
| 27 Maig 1951     | Sarre              | 3 - 2 | Àustria B          | Saarbrücken | Amistós               |
| 15 Setembre 1951 | Suïssa B           | 2 - 5 | Sarre              | Berna       | Amistós               |
| 14 Octubre 1951  | Àustria B          | 4 - 1 | Sarre              | Viena       | Amistós               |
| 20 Abril 1952    | Sarre              | 0 - 1 | França B           | Saarbrücken | Amistós               |
| 5 Octubre 1952   | França B           | 1 - 3 | Sarre              | Estrasburg  | Amistós               |
| 24 Juny 1953     | Noruega            | 2 - 3 | Sarre              | Oslo        | Classificació Mundial |
| 11 Octubre 1953  | Rep. Fed. Alemanya | 3 - 0 | Sarre              | Stuttgart   | Classificació Mundial |
| 8 Novembre 1953  | Sarre              | 0 - 0 | Noruega            | Saarbrücken | Classificació Mundial |
| 28 Març 1954     | Sarre              | 1 - 3 | Rep. Fed. Alemanya | Saarbrücken | Classificació Mundial |
| 5 Juny 1954      | Sarre              | 1 - 7 | Uruguai            | Saarbrücken | Amistós               |
| 26 Setembre 1954 | Sarre              | 1 - 5 | Iugoslàvia         | Saarbrücken | Amistós               |
| 17 Octubre 1954  | França B           | 4 - 1 | Sarre              | Lió         | Amistós               |
| 1 Maig 1955      | Portugal B         | 6 - 1 | Sarre              | Lisboa      | Amistós               |
| 9 Octubre 1955   | Sarre              | 7 - 5 | França B           | Saarbrücken | Amistós               |
| 16 Novembre 1955 | Sarre              | 1 - 2 | Països Baixos      | Saarbrücken | Amistós               |
| 1 Maig 1956      | Sarre              | 1 - 1 | Suïssa B           | Saarbrücken | Amistós               |
| 3 Juny 1956      | Sarre              | 0 - 0 | Portugal B         | Saarbrücken | Amistós               |
| 6 Juny 1956      | Països Baixos      | 3 - 2 | Sarre              | Amsterdam   | Amistós               |

El 1955 la selecció B del Sarre va disputar el seu primer partit amb la intenció de provar nous jugadors potencialment seleccionables pel primer equip però finalment aquest va esdevenir l'únic partit que va jugar aquest segon equip del protectorat.
| 1 Maig 1955 | Sarre B | 4 - 2 | Països Baixos B | Neunkirschen | Amistós |

## Jugadors alineats[calcitació]
Un total de 42 futbolistes van jugar per a la selecció del Sarre. El defensa del Saarbrücken Waldemar Philippi té el rècord de més participacions ja que va disputar 18 dels 19 partits de l'equip, perdent-se tan sols l'amistós contra l'Uruguai el 1954.
| Posició | Jugador           | Partits | Gols |
| ------- | ----------------- | ------- | ---- |
| 1       | Waldemar Philippi | 18      | 0    |
| 2       | Herbert Martin    | 17      | 6    |
| 3       | Gerhard Siedl     | 16      | 4    |
| 4       | Erwin Strempel    | 14      | 0    |
| 5       | Herbert Binkert   | 12      | 6    |
| 5       | Theodor Puff      | 12      | 0    |
| 7       | Nikolaus Biewer   | 11      | 0    |
| 8       | Kurt Clemens      | 10      | 0    |
| 8       | Albert Keck       | 10      | 0    |
| 8       | Peter Momber      | 10      | 1    |
| 11      | Karl Berg         | 9       | 1    |
| 12      | Fritz Altmeyer    | 6       | 3    |
| 12      | Jakob Balzert     | 6       | 0    |
| 12      | Werner Otto       | 6       | 1    |
| 12      | Karl Schirra      | 6       | 0    |

| Posició | Jugador               | Gols | Partits | Mitjana |
| ------- | --------------------- | ---- | ------- | ------- |
| 1       | Herbert Binkert       | 6    | 12      | 0.5     |
| 1       | Herbert Martin        | 6    | 17      | 0.35    |
| 3       | Erich Leibenguth      | 5    | 5       | 1       |
| 4       | Gerhard Siedl         | 4    | 16      | 0.25    |
| 4       | Heinz Vollmar         | 4    | 4       | 1       |
| 6       | Fritz Altmeyer        | 3    | 6       | 0.5     |
| 7       | Karl Berg             | 1    | 9       | 0.11    |
| 7       | Werner Emser          | 1    | 3       | 0.33    |
| 7       | Ewald Follmann        | 1    | 3       | 0.33    |
| 7       | Peter Krieger         | 1    | 4       | 0.25    |
| 7       | Peter Momber          | 1    | 10      | 0.1     |
| 7       | Robert Niederkirchner | 1    | 1       | 1       |
| 7       | Werner Otto           | 1    | 6       | 0.17    |
| 7       | Karl Ringel           | 1    | 2       | 0.5     |

## Seleccionadors
- Auguste Jordan (22 novembre 1950 – 14 octubre 1951)
- Helmut Schön (20 abril 1952 – 6 juny 1956)

## Himne
Després de la separació d'Alemanya, el Sarre no tenia un himne nacional propi i per això el primer partit de futbol internacional (1950 contra Suïssa) va establir-se "Ich weiß, wo ein liebliches, freundliches Tal" com a himne per a aquests esdeveniments.